# Ахвердов, Николай Николаевич
Никола́й Николаевич Ахве́рдов (15 [27] октября 1841 — 1902) — генерал-майор Русской императорской армии, участник подавления польского восстания 1863 года, русско-турецкой войны.

## Биография
Родился 15 (27) октября 1841 года в семье российского генерала грузинского происхождения Николая Александровича Ахвердова. Окончил Пажеский корпус. 16 июня 1860 года из пажей произведен в корнеты Владимирского уланского Его Императорского Величества Великого князя Михаила Николаевича полка.
4 января 1863 года прикомандирован к лейб-гвардии Драгунскому полку, куда и переведён 24 августа того же года с чином прапорщика гвардии. Участвовал в усмирении польского мятежа 1863 года. За отличие 23 мая награждён орденом Святой Анны 4-й степени с надписью «За храбрость». Произведён в подпоручики со старшинством с 24 августа 1863 года, в поручики — со старшинством с 30 августа 1866 года, в штабс-капитаны — со старшинством с 30 августа 1869 года, и в капитаны — со старшинством с 30 августа 1875 года.
После начала войны с Турцией, по мобилизации гвардии Николай Николаевич в составе полка выступил в поход 4 августа 1877 года. 25 августа, перейдя границу у моря Скулян, вступил в Румынию. 14 сентября полк переправился через Дунай и 6 октября поступил в состав Плевненского отряда, а 26 сентября — в состав западного отряда генерала Гурко.
Вместе с полком Николай Николаевич участвовал во многих делах и 6 января 1878 года при наступлении кавалерии от Филиппополя к Андрианополю был ранен пулей в правую руку и позже принят под покровительство Александровского комитета о раненых. За отличие в русско-турецкой войне Ахвердов был награждён четырьмя боевыми орденами.
23 апреля 1881 года произведен в полковники. 30 августа того же года, за отличную усердную службу награждён подарком по чину. 29 ноября 1887 года назначен начальником кадра № 11 кавалерийского запаса, с зачислением по армейской кавалерии. По случаю этого назначения он сдал должность старосты полковой церкви, на которую был определен 25 января 1873 года. 23 марта 1898 года произведён в генерал-майоры, через три дня назначен начальником 6-й бригады кавалерийского запаса, а 28 ноября 1901 года — начальником 1-й бригады кавалерийского запаса. В 1896 году награждён орденом Святого Владимира 3-й степени, в 1901 году — орденом Святого Станислава 1-й степени.
Умер весной 1902 года, высочайшим приказом от 26 мая 1902 года исключён из списков.

## Награды
- орден Святой Анны 4-й степени с надписью «за храбрость» (23 мая 1863)
- орден Святой Анны 3-й степени с мечами и бантом (1878)
- орден Святого Станислава 2-й степени с мечами (1878)
- орден Святой Анны 2-й степени с мечами (1878)
- орден Святого Владимира 4-й степени с мечами и бантом (1878)
- крест «За переход через Дунай» (Румыния, 1879)
- орден Святого Владимира 3-й степени (1896)[1]
- орден Святого Станислава 1-й степени (1901)[2]